# IEEE 802.11i
IEEE 802.11i, také známý jako WPA2, je dodatek k IEEE 802.11 standardu vylepšující autentizační a šifrovací algoritmus pro bezdrátové sítě Wi-Fi. Byl schválen 24. června 2004 a zneplatňuje tak původní zabezpečení Wired Equivalent Privacy (WEP), které má mnoho bezpečnostních slabin. Wi-Fi Protected Access (WPA) je předchůdce WPA2, ale místo implementace plného IEEE 802.11i implementuje pouze 3. návrh tohoto standardu, tedy pouze podmnožinu 802.11i.
WPA2 používá blokovou šifru Advanced Encryption Standard (AES), zatímco dřívější WEP a WPA používají proudovou šifru RC4.
802.11i architektura obsahuje následující komponenty: IEEE 802.1X pro autentizaci (používá tedy Extensible Authentication Protocol (EAP) a autentizační server), Robust Security Network (RSN) pro udržování záznamu asociací a na AES založený Counter Mode with Cipher Block Chaining Message Authentication Code Protocol (CCMP), který poskytuje utajení, integritu a autentizaci. Dalším důležitým prvkem autentizačního procesu je čtyřcestný handshake.

## Praxe AP - přístupový bod, server
Na mnohých novějších Access Pointech (AP) je nastavitelný režim:
- WPA (TKIP)
- WPA2 (CCMP)
- WPA + WPA2 (mixed) - bezdrátový klient, pokud umí WPA2, připojí se preferenčně přes WPA2, jinak se starším WPA protokolem (např. systém Windows XP SP2 bez patche KB893357) - tento mixed režim umí pouze některá AP, seznam v přípravě

## Praxe koncová stanice - klient
- Windows Vista umí WPA2 od prvního vydání.
- Windows XP SP2 potřebuje pro WPA2 nainstalovat záplatu KB893357 z 29.4.2005.
- Windows Mobile 5 umí WPA, Windows Mobile 6 už umí i WPA2, záplata WPA2 pro Windows Mobile 5 - http://support.microsoft.com/kb/926260

Vyhledat další inf. o Windows WPA2 na webu MS  Archivováno 13. 6. 2020 na Wayback Machine.